# مؤسسة الفاتحة
مُؤسّسة الفاتحة هي منظمة تَعمل على دعم مثليي الجِنس من المسلمين. تأسست المُنظّمة في عام 1997 من قبل الباكستاني-الأمريكي فيصل علام وقد تمّ تسجيلها كمنظمة غير ربحية في الولايات المتحدة حتى عام 2011.

## التاريخ

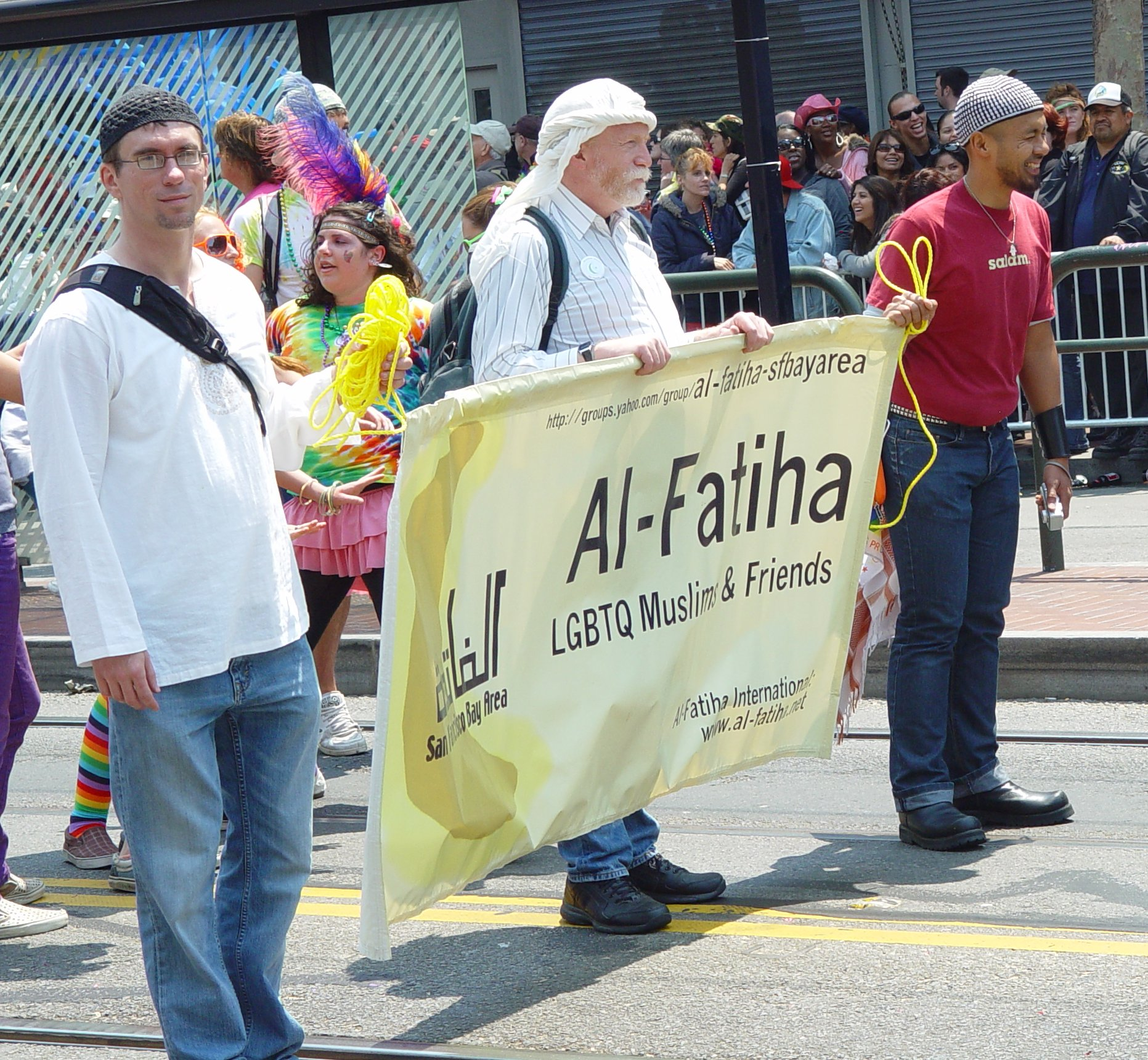
أعضاء من مؤسّسة الفاتحة في مسيرة فخر للمثليين في سان فرانسيسكو عام 2008.

انبثقت المنظمة من على الإنترنت؛ حيثُ كانت في البداية مُجرد مجموعة تُناقش قضايا المثلية الجنسية في العالم الإسلامي لكنّ الأمور تطوّرت بحلول عام 1998 حيث حاولت هذه المنظمة جمع كل المعلومات حولَ 25 بلدًا. خلالَ أوجِ نشاطها؛ فتحت المؤسسة 14 مكتبًا لها في الولايات المتحدة فضلا عن مكاتب أخرى في إنجلترا، كندا، إسبانيا، تركيا، جنوب أفريقيا وحتّى تاريخ انحلالها كان تُعدّ مؤسسة الفاتحة إحدى أكبر المنظمات التي تُدافعُ عن حقوق المثليين المسلمين في العالم. بخصوص اسمٍ المنظمة؛ فمن غيرِ المعروف بالتحديد لكنّه على الأرجح يُشير لكلمة «فتح» كما يُشير إل أول سورة من القرآن لدى المسلمين. قبل انحلالها؛ كانت تعمل المنظمة على مُكافحة رهاب المثلية وتعزيز التعايش والسلم بينَ كل الأوساط. استضافت مؤسسة الفَاتِحة عددًا من المؤتمرات حول قضايا تتعلق بالأساس بالمثلية الجنسية. تمّ عقد معظم المؤتمرات في بوسطن، نيويورك ولندن وذلكَ في أواخر 1990 و2000 كما ركزت في وقتٍ متأخر على قضايا أخرى مثل الدين وعلاقته بالتوجه الجنسي. عُقدَ آخر مؤتمر لمُؤسس الفاتحة في عام 2005 في أتلانتا بجورجيا.

### الفتوى
بحلول عام 2001؛ أصدرت منظمة منظمة المهاجِرون وهي منظمة دولية تسعى إلى إنشاء الخلافة الإسلامية العالمية أصدرت فتوى تُعلن فيها أن جميع أعضاء منظمة الفاتحة كانت مرتدين ويجوز ضربهم ورجمهم حتّى الموت. بسبب كثرة التهديدات؛ فضّلَ الكثير من أعضاء المؤسسة البقاء مجهولين وبدون هويّة خشية على حياتهم.

### التحديات
عملت منظمة الفاتحة على مكافحة رهاب المثلية الجنسية في المجتمعات الإسلامية لكنّها عانت من الكثير من التحديات لعلّ أبرزها عملها على تفادي استفزاز المسلمين حتى لا يعتقدوا أن المنظمة تحض على كراهية الإسلام أو ما يُعرفُ اليوم باسم الإسلاموفوبيا. بعد مدّة؛ تنحّى فيصل عن منصب المنظمة وذلك بعد فشلِ باقي زعمائها في الحفاظ على هدفها إلى أن انحلّت في عام 2011.